# Can Bosc (Bescanó)
Can Bosc és un monument del municipi de Bescanó (Gironès) protegit com a bé cultural d'interès local.

## Descripció
Edifici de quatre crugies paral·leles, dues plantes i graner, cobert amb teulada a dues vessants i una pallissa corba adossada a un extrem. La façana principal presenta un portal amb llinda de fusta i arc de descàrrega i dues petites finestres laterals. El graner té dues obertures àmplies d'arc rebaixat de petites pedres irregulars. Tot i que força deteriorats, l'organització dels espais interiors es manté molt poc alterada.

## Història
La construcció primitiva es pot datar al segle xv i estaria formada per les dues crugies centrals i un pis superior. Dos segles més tard té lloc l'addició de dues crugies, les golfes i la nova coberta. La pallissa possiblement és posterior i representa un tipus formal que només es troba en aquesta zona.